# Сметанник (булочка)
Сметанник — хлебобулочное изделие в виде ватрушки или шаньги из дрожжевого теста с начинкой из сметанного крема.

## Состав и приготовление
Традиционный рецепт предполагает использование свежей сметаны в качестве начинки. В состав сметанника помимо основных ингредиентов могут входить также: изюм, миндаль, сладкие пряности, варенье, сгущённое молоко, лимонная цедра; существуют варианты приготовления шоколадного сметанника.

## В разных странах и кухнях
Открытый пирог со сметанной начинкой («татарский сметанник», он же «казанский сметанник» и «каймак перемяч») является блюдом татарской кухни (традиционно, впрочем, его готовят не со сметаной, а с каймаком). Аналогичный открытый пирог со сметаной (и, как правило, с песочным тестом) есть и в немецкой кухне (Тюрингия, Гессен), он называется «шмандкухен» от нем. Schmandkuchen. Популярен также в украинской и русской кухне.